# Moszczenica Wyżna
Moszczenica Wyżna – wieś sołecka w Polsce, położona w województwie małopolskim, w powiecie nowosądeckim, w gminie Stary Sącz. Graniczy z Moszczenicą Niżną, Przysietnicą, Skrudziną i Gołkowicami Górnymi. We wsi działa założona w 1994 r. jednostka OSP.

## Integralne części wsi
| SIMC    | Nazwa      | Rodzaj    |
| ------- | ---------- | --------- |
| 0465822 | Bania      | część wsi |
| 0465839 | Dwór       | część wsi |
| 0465845 | Glinczak   | część wsi |
| 0465851 | Na Wierchu | część wsi |
| 0465868 | Pod Lipą   | część wsi |
| 0465874 | Śmierciaki | część wsi |
| 0465880 | Za Ugory   | część wsi |

## Historia
Moszczenica Wyżna powstała w 1341 r. (kontrakt lokacyjny między ksienią Wisławą a niejakim Geruszem). Wieś duchowna, własność klasztoru klarysek w Starym Sączu, położona była w drugiej połowie XVI wieku w powiecie sądeckim województwa krakowskiego. Do 1782 r. należała do dóbr klasztornych. W czasach galicyjskich gmina pod nazwą Moszczanica Wyższa. W listopadzie i grudniu 1914 r. przez wieś przechodziła linia frontu (wojska austro-węgierskie kontra rosyjskie).
W latach 1975–1998 miejscowość administracyjnie należała do województwa nowosądeckiego.

### Ochotnicza Straż Pożarna
Ochotnicza Straż Pożarna w Moszczenicy Wyżnej powstała w 1994, zaś od 2001 działa w Krajowym systemie Ratowniczo-Gaśniczym. Ma na wyposażeniu 3 samochody pożarnicze Iveco Eurocargo GBARt, Steyr 15S23 GCBA 4/24 oraz SsangYong Grand Musso SLRr.